# عز الدين بن الحسن
الهادي عز الدين بن الحسن بن علي بن المؤيد (ولد بهجرة فلله في 1441 - توفي بمسقط رأسه هجرة فلله في 18 أبريل 1495) إمام الدولة الزيدية في اليمن من 1474 إلى 1495.
كان عز الدين حفيد الإمام الهادي علي بن المؤيد وسليل الجيل السابع من الإمام الهادي يحيى. أعلن إمامته بموطنه هجرة فلله واتخذها عاصمة له في عام 1474 بعد وفاة الإمام السابق المؤيد محمد بن الناصر. اعتبر زعيما قويا واستطاع إحياء بعض قوة الدولة الزيدية. من بين أعماله كانت كتاب حول كيفية الاستعداد للآخرة، وأطروحة حول تحرير العبيد.
واجه خلافات مع أحفاد الإمام عبد الله بن حمزة، دخل تحت ولايته سلما كثير من المناطق وكانت تجبى إليه الزكاة من مصر والعراق ويخطب باسمه في مكة والمدينة، دفن في مسقط رأسه هجرة فلله. له من الاخوة ثلاثين أخ وأنجب ثمانية أبناء وهم: الناصر الحسن، الحسين، أحمد، المهدي، عبد الله، صلاح، عبد الله الأصغر، وصلاح الأصغر. تولى الإمامة من بعده الناصر الحسن.